# Komuna e Armenit
Komuna e Armenit är en kommun i Albanien.   Den ligger i prefekturen Qarku i Vlorës, i den sydvästra delen av landet, 90 km söder om huvudstaden Tirana.
Trakten runt Komuna e Armenit består till största delen av jordbruksmark.  Runt Komuna e Armenit är det ganska tätbefolkat, med 86 invånare per kvadratkilometer.